# ریچل کوشنر
ریچل کوشنر (انگلیسی: Rachel Kushner؛ زادهٔ ۱۹۶۸ (۵۶–۵۷ سال)) یک رمان‌نویس اهل ایالات متحده آمریکا است.

## زندگی
ریچل کوشنر در سال ۱۹۶۸ در یوجین، اورگن به دنیا آمد. در سال ۱۹۷۹ به سانفرانسیسکو نقل مکان کردند. از دانشگاه برکلی فارغ‌التحصیل شد و برای تحصیل در مقطع کارشناسی ارشد هنرهای زیبا به دانشگاه کلمبیا رفت. پس از آندر نشریاتی چون بمب و گرند استریت به کار روزنامه‌نگاری پرداخت. اولین رمانش به نام تلگرافی از کوبا در سال ۲۰۰۸ منتشر شد و یکی از کتابهای حاضر در مرحله نهایی جایزه کتاب ملی بود.

## کتابشناسی
- تلگرافی از کوبا (۲۰۰۸) ترجمه مهسا دوستدار انتشارات آرشیو روز ۱۳۹۸
- آتش افروزان (۲۰۱۳)
- مورد عجیب ریچل. کی (۲۰۱۵)
- کلوپ شبانه مارس(۲۰۱۸) ترجمه سوسن جلیلی انتشارات آرشیو روز ۱۴۰۰